# Eurydinotomorpha fusciventris
Eurydinotomorpha fusciventris är en stekelart som beskrevs av Girault 1913. Eurydinotomorpha fusciventris ingår i släktet Eurydinotomorpha och familjen puppglanssteklar. Inga underarter finns listade i Catalogue of Life.